# Ehrlichviridae
Ehrlichviridae ist eine im März 2025 als Familie eingerichtete Gruppe von Viren mit Kopf-Schwanz-Aufbau vom Morphotyp B (Siphoviren).
Ihre Wirte sind Bakterien, was sie als Bakteriophagen klassifiziert.

## Beschreibung
Die Phagen der Familie bilden unter Verwendung von tblastx-Abständen und einer Einzelgen-Phylogenie eine tief verzweigte Verwandtschaftsgruppe. Die Sequenzanalyse zeigt ergab 15 Proteine, die in allen Mitgliedern der Familie konserviert sind.
Die Wirte dieser Phagen sind Bakterien der Gattung Bacillus, bei der Mitgliedsgattung Chennaivirus jedoch Staphylococcus. Beide Gattungen gehören verschiedenen Familien der gemeinsamen Ordnung Caryophanales Peshkoff 1939 an.

### Andromedavirus
Bacillus-Phage Andromeda (Spezies Andromedavirus andromeda) wurde von Mary Kathryne Dickinson von der James Madison University in Harrisonburg (Virginia) in Bodenproben identifiziert, die sie am 25. August 2009 im Ort von einer Rasenfläche entnommen hatte. Der Wirt ist Bacillus pumilus vom Stamm BL8 (auch BL-8 geschrieben).
Aus derselben Spezies und mit demselben Wirt ist der Bacillus-Phage Gemini, der von ihrem Kollegen Blake Richardson am selben Tag ebenfalls aus eigenen Bodenproben vor Ort identifiziert wurde.
Weitere von diesem Team identifizierte Oagen von B. pumilus mit jeweils eigenen Spezies der Gattung Andromedavirus sind Curly, Eoghan und Taylor (aus Komposthaufen), sowie Finn (unter einem Baum). Ihre Daten sind wie folgt:
```
Bacillus-Phage | 
Genomlänge
/
bp
 | Anzahl 
Gene
 | 
G+C-Gehalt
/%
───────────────┼───────────────┼─────────────┼─────────────
Andromeds      |        49.259 |          79 |        41,91
Gemini         |        49.362 |          79 |        41,9
Curly          |       49.452  |          77 |        41,82
Eoghan         |       49.558  |          76 |        42,22
Taylor         |       49.492  |          75 |        42,29
Finn           |       50.161  |          77 |        41,69
```

### Gettysburgvirus
Drei Viren der Gattung Gettysburgvirus wurden Rachel E. Loney et al. am Gettysburg College in Gettysburg (Pennsylvania) identifiziert:
- Bacillus-Phage 019DV002, identifiziert von Nathalie Tanke und Madison Strine aus Bodenproben, die Katherine Boas, Brianne Tomko und Albert Vill am 12. Mai 2014 im Death Valley gesammelt hatten;[11]
- Bacillus-Phage 056SW001B, identifiziert von Alexandra Guffey und Madison Strine aus Bodenproben, die ebenfalls Katherine Boas, Brianne Tomko und Albert Vill ein paar Tage später, am 18. Mai, im Westen des Saguaro-Nationalparks bei Tucson (Arizona) entnommen hatten;[12]
- Bacillus-Phage 268TH004, identifiziert ebenfalls von Alexandra Guffey und Madison Strine aus Bodenproben, die Madeleine Miller noch am 12. Mai 2014 direkt in Tucson entnommen hatte.[13]

Sie repräsentieren jeweils eine eigene Spezies dieser Gattung, als Labor-Wirt ist Bacillus subtilis geeignet.

## Systematik
Die Systematik der Ehrlichviridae ist nach International Committee on Taxonomy of Viruses (ICTV), ergänzt um einige Vorschläge nach der Taxonomie des National Center for Biotechnology Information (NCBI) in Hochkommata mit Stand 1. April 2025 (MSL#40v1) wie folgt:
Familie Ehrlichviridae
- ohne zugewiesene Unterfamilie
  - Gattung Anathvirus
    - Spezies Anathvirus anath, mit Bacillus-Phage Anath – Fundort: Grundwasser, Dänemark; Wirt: Bacillus mycoides

  - Gattung Andromedavirus (früher Andromedalikevirus, 10 Spezies)[15]
    - Spezies Andromedavirus andromeda, mit
Bacillus-Phage Andromeda (auch andromeda) – Fundort: Rasenfläche, Harrisonburg (Virginia)[7][8] (nicht zu verwechseln mit Pseudomonas-Phage Andromeda, Gattung Bifseptvirus, Familie Autographiviridae[16])
Bacillus phage Gemini (alias Bacillus pumilus phage Gemini) – Fundort: Bodenprobe, Harrisonburg (Virginia)[9]
    - Spezies Andromedavirus blastoid, mit Bacillus-Phage Blastoid
    - Spezies Andromedavirus bolokhovo, mit Bacillus-Phage Bolokhovo
    - Spezies Andromedavirus curly, mit Bacillus-Phage Curly – Fundort: Komposthaufen, Harrisonburg (Virginia)[8]
    - Spezies Andromedavirus eoghan, mit Bacillus-Phage Eoghan – Fundort: Komposthaufen, New Jersey[8]
    - Spezies Andromedavirus finn, mit Bacillus-Phage Finn – Fundort: unter einem Baum, Harrisonburg (Virginia)[8]
    - Spezies Andromedavirus glittering, mit Bacillus-Phage Glittering
    - Spezies Andromedavirus leo2, mit Bacillus-Phage Leo2
    - Spezies Andromedavirus novomoskovsk, mit Bacillus-Phage Novomoskovsk
    - Spezies Andromedavirus riggi, mit Bacillus-Phage Riggi
    - Spezies Andromedavirus taylor, mit Bacillus-Phage Taylor – Fundort: Komposthaufen, New Jersey[8]

  - Gattung Chennaivirus
    - Spezies Chennaivirus MVCVPHSA1, mit Staphylococcus-Phage MVC_VPHSA1 – Fundort: Abwasser, Chennai (Indien); Wirt: Staphylococcus aureus

  - Gattung Dazunavirus
    - Spezies Dazunavirus DZ1, mit Bacillus-Phage DZ1 – Fundort: Abwasser, China (Guangdong Academy of Sciences); Wirt: Bacillus cereus

  - Gattung Gettysburgvirus
    - Spezies Gettysburgvirus gv019DV002, mit Bacillus-Phage 019DV002 – Fundort: Death Valley[10]
    - Spezies Gettysburgvirus gv056SW001B, mit Bacillus-Phage 056SW001B – Fundort: Im Westen vom Saguaro-Nationalpark[10]
    - Spezies Gettysburgvirus gv268TH004, mit Bacillus-Phage 268TH004 – Fundort: Tucson[10]

  - Gattung Nairobivirus
    - Spezies Nairobivirus nv36, mit Bacillus-Phage vB_BpsS-36 – Fundort: Sediment des Elmenteitasees im Ostafrikanischen Graben (Kenia); Wirt: Bacillus pseudalcaliphilus

  - Gattung Suttonboningtonvirus
    - Spezies Suttonboningtonvirus sv1ICo2020, mit Bacillus-Phage 1_ICo-2020 (MT700412) – Fundort: Abwsser, Ägypten; Wirt: Bacillus sp.[A. 1]

## Etymologie
Die Bezeichnung der Familie Ehrlichviridae wurde vergeben zu Ehren von Melanie Ehrlich, einer amerikanischen Molekularbiologin, und Kenneth Craig Ehrlich, einem amerikanischen  Chemiker auf dem Gebiet der organischen Chemie und Biochemiker, die beide Pionierarbeit auf dem Gebiet der Bacillus-Phagen geleistet haben; der Suffix ‚-viridae‘ kennzeichnet Virusfamilien.